# Старовский сельсовет (Виноградовский район)
Старовский сельсовет — упразднённая административно-территориальная единица, существовавшая на территории Московской губернии и Московской области до 1939 года.
Старовский сельсовет был образован в первые годы советской власти. По данным 1919 года он входил в состав Усмерской волости Бронницкого уезда Московской губернии.
По данным 1926 года в состав сельсовета входили деревни Старое I и Старое II, школа и ткацкая контора.
В 1929 году Старовский с/с был отнесён к Ашитковскому району Коломенского округа Московской области. При этом к нему был присоединён Щербовский с/с.
31 августа 1930 года Ашитковский район был переименован в Виноградовский.
19 января 1934 года из Старовского с/с был вновь выделен Щербовский с/с.
17 июля 1939 года Старовский с/с был упразднён. При этом его единственный населённый пункт (Старое) был передан в состав Щербовского с/с.